# Berthe Noufflard
Berthe Noufflard, geborene Langweil (* 5. Juli 1886 in Paris; † 11. Oktober 1971 ebenda) war eine französische Porträtmalerin. Sie war verheiratet mit André Noufflard.

## Biographie
Berthe Noufflard wurde wie ihre Schwester als Tochter Florine Langweils, einer bekannten Kunsthändlerin, in eine kunstsinnige Umgebung geboren. Im Hause Langweil verkehrten regelmäßig Künstler wie Henri Riviére, Jacques-Émile Blanche und Alexis Rouart. 
Die ersten Bilder entstanden bereits in ihrer Jugend; so sind Bilder von 1904 bekannt. Ab 1905 nahm sie bei Jacques-Émile Blanche Unterricht. Einen ersten Erfolg verzeichnete sie mit der Annahme eines ihrer Bilder beim Herbstsalon 1907 bei der Société nationale des beaux-arts. 1910 lernte sie André Noufflard über ihren Lehrmeister Jacques-Émile Blanche kennen. Sie besuchte ab diesem Jahr auch die Académie de la Grande Chaumière und belegte dort den Kurs bei Lucien Simon. 1911 heirateten die beiden.
1914 wurde ihr Mann in die italienische Armee eingezogen und Berthe Noufflard blieb in Paris zurück. Im Jahr 1915 wurde die erste Tochter, Henriette, geboren. Neben der Malerei begann Berthe Noufflard auch Puppen herzustellen. Diese werden unter anderem in Musée des Arts décoratifs in Paris ausgestellt. 1920 kam die zweite Tochter, Geneviève, zu Welt. Der Touring-Club de France beauftragte Noufflard 1922 mit der Schaffung mehrerer Puppen mit regionalem Charakter, die auch ausgeführt wurden. Weiterhin wurde noch mehrere Ausstellung mit Puppen ausgerichtet.
Zeitlebens reiste Berthe Noufflard viel mit ihrem Mann und auch mit Henri Rivière, der ein enger Freund der Familie war. Berthe Noufflard verbrachte den Anfang des Zweiten Weltkriegs erst bei Toulouse und dann auf ihrem Landsitz in der Dordogne, wo auch Rivière die Kriegsjahre überstehen sollte.
Von Noufflard und seiner Frau sind über 700 Amateurfilme erhalten, die zwischen 1925 und 1940 gedreht wurden.
Noufflard stellte unter anderem in der renommierten Galerie Brame & Lorenceau sowie bei Paul Durand-Ruel aus. Weiterhin war sie mit zahlreichen Bildern in den Salons der Société nationale des beaux-arts, Salon des indépendants und dem Salon des Tuileries vertreten.

## Werke in Museumsbesitz
- Musée des beaux-arts de Rouen: Portrait de Madame Jacques Emile Blanche, née Rose Lemoine[1] (Portrait von Madame Emile Blanche, geborene Rose Lemoine)
- Musée des beaux-arts de Rouen: Portrait de Catherine et Marie (dite Yoyo) Lemoinne[2] (Portrait von Catherine und Marie (genannt Yoyo) Lemoine)
- Musée Carnavalet: Le Carnaval (Souvenir d'un ballet russe)[3] (Der Karneval (Erinnerung an ein russisches Ballett)
- Musée des arts décoratifs de Paris: Le petit Chaperon rouge[4] (Rotkäppchen))